# Xanthophyllum reflexum
Xanthophyllum reflexum là một loài thực vật có hoa trong họ Polygalaceae. Loài này được Meijden miêu tả khoa học đầu tiên năm 1982.